# St. Laurentius (Ebern)

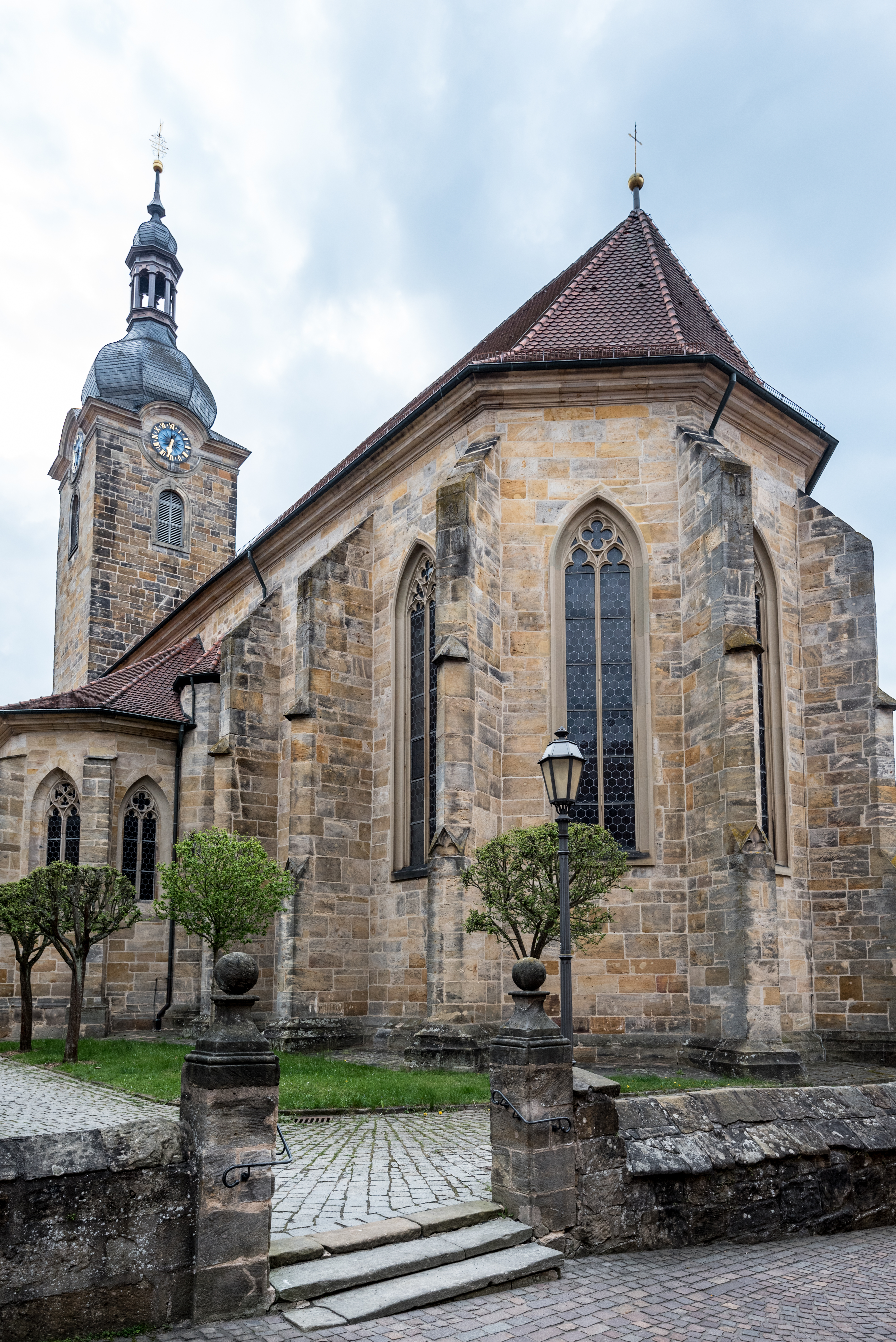
Außenansicht

Die Pfarrkirche St. Laurentius ist die katholische Hauptkirche der Kleinstadt Ebern in den fränkischen Haßbergen (Regierungsbezirk Unterfranken). Die spätgotische Staffelhalle wurde vor einigen Jahren grundlegend saniert und teilweise neu ausgestattet.

## Geschichte

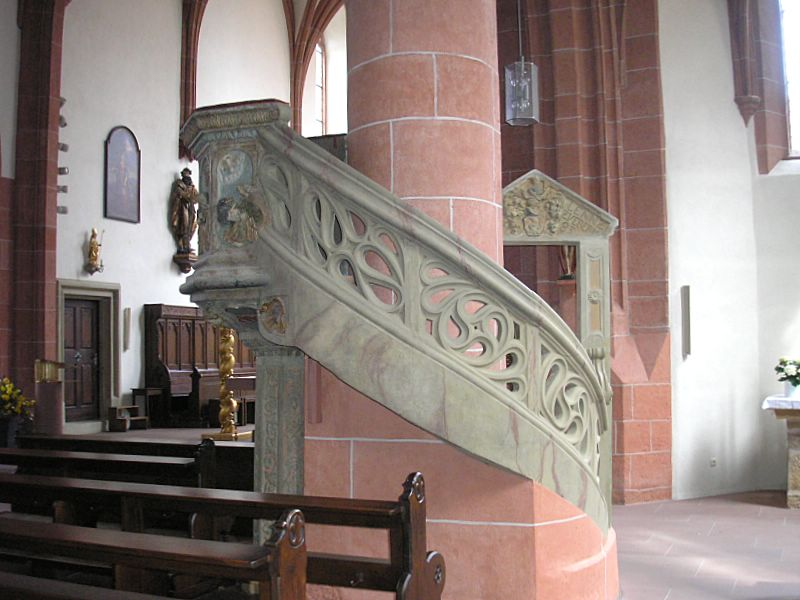
Die Renaissancekanzel

Ebern wurde 1232 von der Urpfarrei Pfarrweisach abgetrennt und die bisherige Filialkirche durch den Würzburger Bischof zur Pfarrkirche erhoben.
Ein Stadtsiegel aus dem Jahr 1352 zeigt eine romanische Basilika mit Querschiff und Vierungsturm. Diese Kirche dürfte in hochgotischer Zeit verändert worden sein, der heutige Westturm geht wahrscheinlich auf diesen Umbau zurück.
1430 verwüstete ein Großbrand die junge Stadt (1335 Stadt- und Befestigungsrecht) bis auf drei Häuser. Auch die Pfarrkirche wurde ein Raub der Flammen, 1456 stürzten die Ruinen endgültig ein.
Anschließend begann der Neubau. Von der alten Kirche blieb nur der hochgotische Turm, der deshalb auch nicht genau in der Mitte der Westfassade steht. Wahrscheinlich wurde der Bau mit dem Chor begonnen. Die Jahreszahl 1491 an der Westempore dokumentiert wohl den Bauabschluss.
1463 stiftete der Stadtpfarrer Johann von Helb der Pfarrgemeinde seine Privatbibliothek „zum ewigen Verbleib“. Insgesamt handelte es sich um „60 große und 4 kleine Bücher“, die mit Eisenketten an drei Pulte angekettet waren. Hierfür wurde eigens ein noch heute erhaltener Anbau („Liberey“) an die Pfarrkirche angefügt.
Das 16. Jahrhundert ergänzte die Kanzel und den Taufstein. Der wohlhabende Adel der Umgebung – der meist Stadthäuser in der nahen Rittergasse besaß – bereicherte die Ausstattung um die fünf erhaltenen Grabdenkmäler im Chor.
Ende des 17. Jahrhunderts wurde die Pfarrkirche barockisiert. Von dieser künstlerisch hochwertigen Neuausstattung gibt der erhaltene linke Seitenaltar noch einen guten Eindruck.
1783 wurde der Kirchturm nach einem Brand mit der heutigen Kuppel bekrönt.
Ende des 19. Jahrhunderts leitete der damalige Stadtpfarrer die Regotisierung der Pfarrkirche ein. Zur Finanzierung wurden wertvolle mittelalterliche Kunstwerke an den Kunsthandel verkauft, so der bedeutende, dürerzeitliche Hochaltar. 1887/92 wurde die Kirche „restauriert“ und neugotisch ausgestattet.
Diese Regotisierung empfand man nach dem Zweiten Weltkrieg als nicht mehr zeitgemäß. Die neugotische Ausstattung verschwand aus der Kirche, einige Statuen der ehemaligen Barockausstattung wurden zu einem neuen Hochaltar arrangiert.
Ab 1991 wurde die Kirche umfassend saniert und erhielt einen neuen Innenanstrich. Die vorhandene Ausstattung wurde teilweise neu angeordnet und mit einigen modernen Stücken (unter anderem Sakramentshaus und neuer Taufbereich) ergänzt.
Im Januar 2004 vernichtete ein durch eine Kerze ausgelöster Brand den rechten Seitenaltar und die Krippe bis auf Reste. Ein Totalverlust der Pfarrkirche konnte gerade noch verhindert werden. Die Schäden sind mittlerweile behoben und die Kirche ist wieder geöffnet.

## Architektur

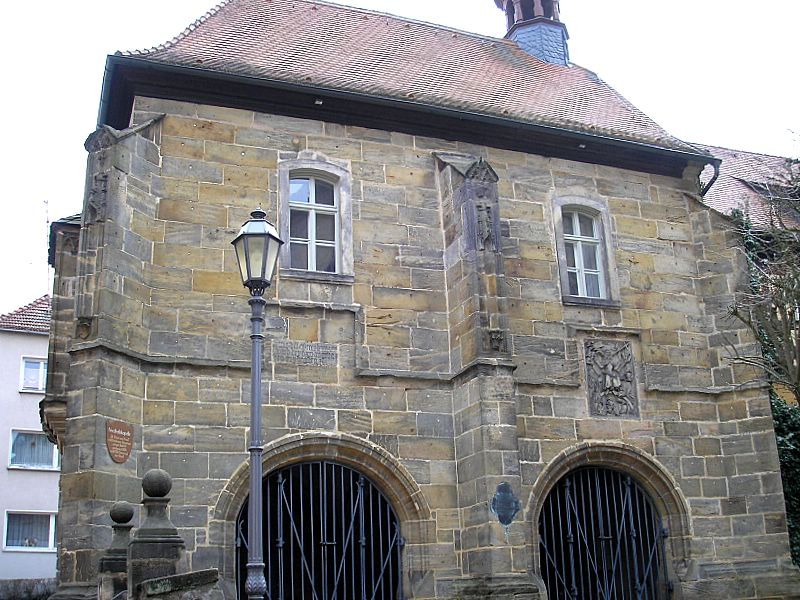
Das spätgotische Beinhaus

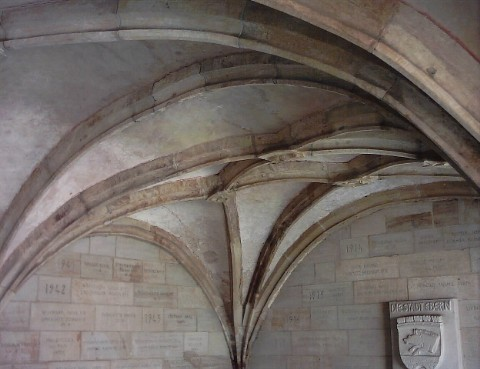
Das Netzgewölbe des ehemaligen Beinhauses neben der Pfarrkirche

Die Pfarrkirche ist eine dreischiffige Staffelhalle über annähernd quadratischem Grundriss. Das Mittelschiff ist durch einen profilierten Chorbogen vom Chor abgetrennt. Der Altarraum ist gegenüber dem Laienraum leicht nach Norden versetzt angelegt und schließt polygonal in fünf Seiten des Achtecks.
Auch die Seitenschiffe sind polygonal geschlossen, das nördliche wurde um die Sakristei verlängert.
Die Außenansicht wird vom fünfgeschossigen Westturm beherrscht. Der etwa 48 Meter hohe Glockenturm ist mit einer schiefergedeckten Kuppel mit hoher Laterne abgeschlossen. Das nördliche Seitenschiff setzt erst hinter dem Turm an, dem südlichen wurde im 15. Jahrhundert ein zweigeschossiger Bibliotheksbau (Librerey) vorgesetzt.
Die Kirche wurde vollständig aus dem heimischen Rhätsandstein der Haßberge errichtet. Der Außenbau ist unverputzt und durch zahlreiche Strebepfeiler gegliedert.
Die schlanken Fensteröffnungen weisen reiche Maßwerkfüllungen auf, die aber der Restaurierung des 19. Jahrhunderts zuzuordnen sind.
Im Inneren ist das Mittelschiff gegenüber den Seitenschiffen deutlich erhöht, die Obergaden sind aber nicht durch Fensteröffnungen unterbrochen. Dieser Bautypus (Pseudobasilika) war in der Spätgotik sehr verbreitet. Besonders in Franken wurden zahlreiche Pfarrkirchen als Staffelhallen angelegt.
Das Mittelschiff ist netzgewölbt, Chor und Seitenschiffe weisen nur einfache Kreuzgewölbe auf. Die spitzbogigen Arkadenöffnungen des Langhauses werden von kräftigen Rundpfeilern getragen. Im Westen zieht sich eine unterwölbte Empore mit reicher Maßwerkbrüstung durch alle drei Schiffe. Das spätgotische Maßwerk wird aus Fischblasen, Rosetten und Pässen gebildet. Zwei Tartschenschilde tragen Stifterwappen und das Wappen des Würzburger Fürstbischofs Rudolf II. von Scherenberg. Neben dem rechten Schild zeigt die Jahreszahl 1491 wahrscheinlich das Jahr der Fertigstellung der Kirche an.
Die Pfarrkirche war früher vom Friedhof umgeben, dessen Umfassungsmauer größtenteils erhalten ist. Südlich hinter dem Chor vervollständigt das alte, spätgotische Beinhaus (Karner, Ossarium) das Ensemble. Der zweigeschossige Sandsteinquaderbau dient heute als Ausstellungsraum. Die offene, netzgewölbte Halle im Erdgeschoss wurde als Kriegergedächtnisstätte umgestaltet.

## Ausstattung

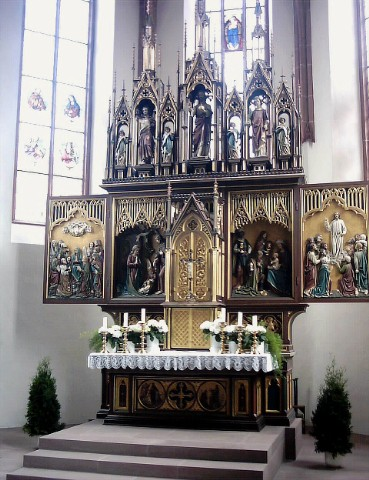
Der neugotische Hochaltar

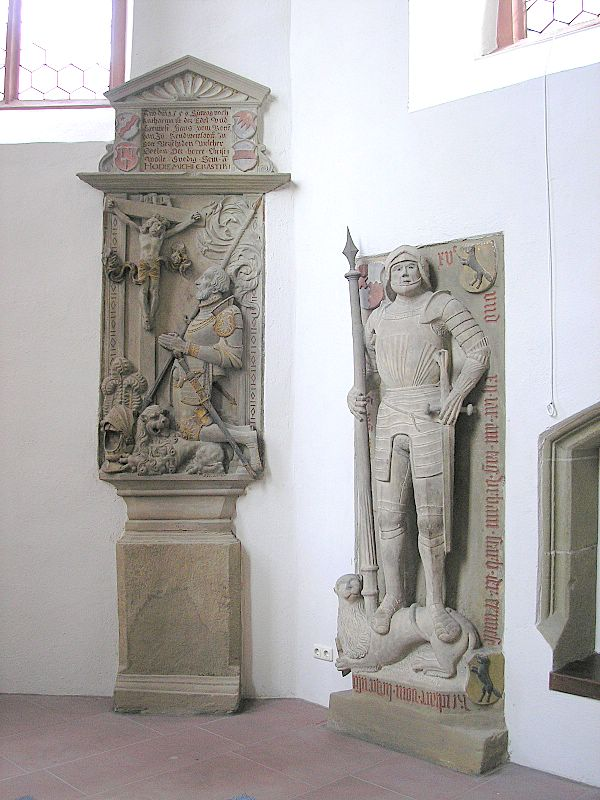
Reichart (Richard) von Lichtenstein (vorne) und Hans von Rotenhan

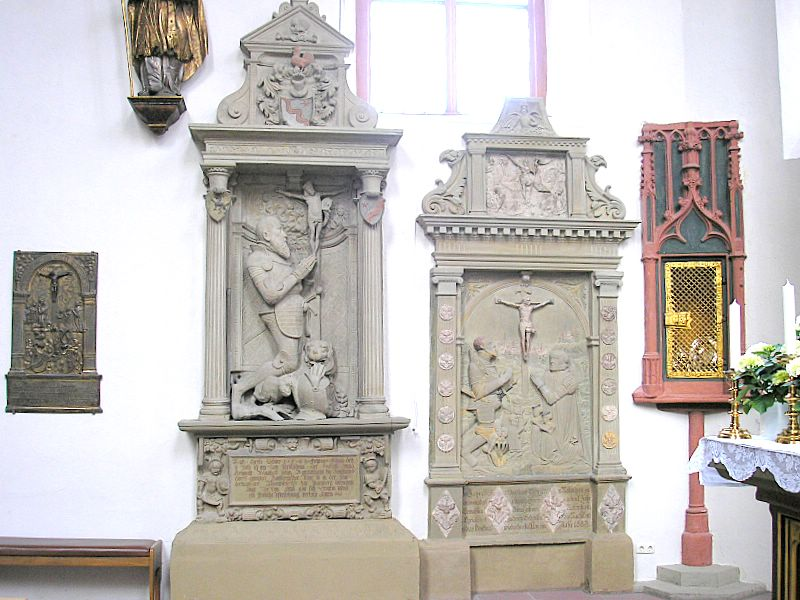
Eyrich, Mathes, Georg IV. und Anna von Rotenhan, rechts das alte Sakramentshaus

Die mittelalterliche Ausstattung wurde Ende des 19. Jahrhunderts größtenteils entfernt und durch eine neugotische ersetzt. Besonders der Verkauf des bedeutenden spätgotischen Flügelaltares erscheint aus heutiger Sicht völlig unverständlich. Die Seitenflügel des Altares sind im Zweiten Weltkrieg im Auslagerungsdepot verbrannt, die riesige Haupttafel mit der vielfigurigen Darstellung der Kreuzigung Christi (Werkstatt des Hans Pleydenwurff in Bamberg) hat heute im Germanischen Nationalmuseum in Nürnberg ihren wohl endgültigen Platz gefunden.

### Chorraum
Der als Ersatz angeschaffte neugotische (1889) Hochaltar wurde nach dem Zweiten Weltkrieg aus der Kirche verbannt und später im Heimatmuseum am Grautor gezeigt. Im Zuge der 1991 beschlossenen Kirchensanierung kehrte dieser künstlerisch durchaus beachtliche Altar wieder in das Presbyterium zurück.
Links vom Hochaltar ist das spätgotische Sakramentshaus mit seinem vergoldeten Gitter erhalten geblieben.
An den Chorwänden befinden sich einige bedeutende Grabdenkmäler des 16. Jahrhunderts. Rechts des Altares steht der Ritter Richard von Lichtenstein († 1512) in vollem Harnisch lebensgroß auf einem Löwen, die rechte Hand hält eine Lanze, die linke ruht auf dem Schwertknauf. Daneben kniet Hans von Rotenhan († 1559) barhäuptig betend vor dem Kreuz.
Auf der linken Seite folgt auf das Bronzeepitaph Eyrichs von Rotenhan († 1539) der Gedenkstein für Mathes von Rotenhan († 1569). Auch dieser Ritter kniet betend in voller Rüstung vor dem Kreuz, den Helm hält ein Löwe zwischen den Pranken. Den Abschluss bilden Georg und Anna von Rotenhan († 1565). Auch dieses Paar kniet mit seiner stattlichen Kinderschar vor dem Kruzifix, im Hintergrund ist eine idealisierte Stadt mit einer Burg zu sehen. Diese Stadtansicht wird von Lokalhistorikern gerne als älteste erhaltene Stadtansicht Eberns und der Burg Rotenhan gedeutet. Die Darstellung dürfte jedoch auf weitverbreitete zeitgenössische graphische Vorlagen zurückgehen. Die Stammburg der Familie von Rotenhan liegt von Norden gesehen links vor Ebern auf dem Hang, bei der Interpretation als Darstellung Eberns müsste es sich demnach um die Burg Raueneck bei Vorbach handeln.

### Kirche
Die steinerne Kanzel ist eine bemerkenswerte Renaissancearbeit von Hans Schlachter aus dem Jahr 1583. In den Brüstungsfeldern wurden die vier Evangelisten und Christus als Salvator mundi nahezu vollplastisch herausgearbeitet. Das Geländer des Aufganges ist mit nachgotischem Maßwerk verziert. Dort befindet sich auch der halbe Eber des Stadtwappens. Ungewöhnlich ist das Portal mit seinem Dreiecksgiebel und einem bürgerlichen Wappenzeichen.
Von der ehemaligen Barockausstattung ist neben einigen Ölbildern und Plastiken der linke Seitenaltar (Marienaltar) erhalten. Der viersäulige Altar ist 1698/99 in der Bamberger Werkstatt des Sebastian Degler entstanden. Das Altarblatt zeigt die Mutter Gottes mit der fränkischen Herzogskrone. Oben auf dem Altar kämpft der heilige Georg mit dem Drachen.
Der ehemalige rechte, neubarocke Seitenaltar ist im Januar 2004 zusammen mit der Krippe verbrannt. In diesen Altar waren weitere Reste der ehemaligen Barockausstattung integriert, so eine Reiterstatue des heiligen Martin.
Der verlorene Seitenaltar wurde inzwischen durch ein Retabel des Leipziger Künstlers Michael Triegel ersetzt. Der Altaraufsatz thematisiert die „Wirkkraft des Wortes Gottes“ auf die Menschheit. In altmeisterlicher Manier zeigt der Altar in geschlossenem Zustand die Opferung Isaaks durch seinen Vater Abraham. Sind die Flügel geöffnet, erkennt man auf der Mitteltafel den Sturz des Paulus von seinem Pferd. Die Flügelinnenseiten tragen Darstellungen des heiligen Stephanus (links), der ergeben seine Steinigung erwartet, und der Erweckung der Jüngerin Tabea (Tabita) durch den heiligen Petrus. Der neue Altar wurde am 29. Juli 2007 geweiht.
In das Mittelfenster des Chores ist ein kleines, spätgotisches Glasgemälde eingelassen (Madonna auf der Mondsichel), das sich ehemals in der Marienkapelle auf dem heutigen Friedhof befand.

### Orgel

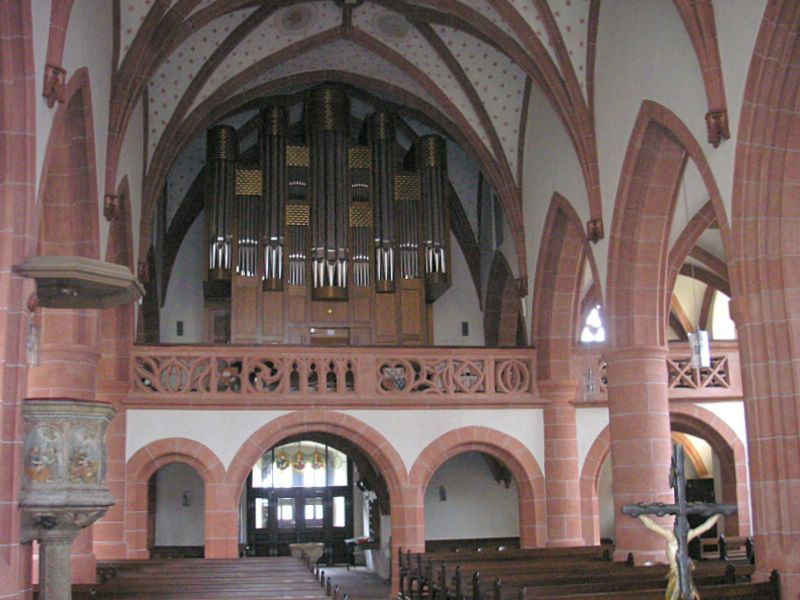
Das Langhaus nach Westen

Die Orgel wurde 1996 von der Orgelbaufirma Vleugels (Hardheim) neu erbaut. Das Instrument hat 34 Register auf zwei Manualen und Pedal. Die Disposition orientiert sich an süddeutschen Orgeln des 18. Jahrhunderts. Das Instrument hat mechanische Spieltrakturen. Die Registertrakturen sind mechanisch und elektrisch. Die Geschwindigkeit des Zimbelsterns sowie das Vibrato der Tremulanten sind manuell einstellbar.
| I Hauptwerk C–g3 |                |        |
| 1.               | Bordon         | 16′    |
| 2.               | Principal      | 8′     |
| 3.               | Copl           | 8′     |
| 4.               | Flauttravers   | 8′     |
| 5.               | Viola di Gamba | 8′     |
| 6.               | Octav          | 4′     |
| 7.               | Holfloet       | 4′     |
| 8.               | Quint          | 3′     |
| 9.               | Superoctav     | 2′     |
| 10.              | Terz           | 1 3⁄5′ |
| 11.              | Mixtur IV      | 1 ⁄3′  |
| 12.              | Cornet V       | 8′     |
| 13.              | Trompet        | 8′     |
| 14.              | Claron         | 4′     |
|                  | Tremulant      |        |

| II Echo-Schwellwerk C–g3 |                 |        |
| 15.                      | Bordon          | 8′     |
| 16.                      | Salicet         | 8′     |
| 17.                      | Unda maris      | 8′     |
| 18.                      | Fugara          | 4′     |
| 19.                      | Flauto di amore | 4′     |
| 20.                      | Nasard          | 3′     |
| 21.                      | Flagolet        | 2′     |
| 22.                      | Violine         | 2′     |
| 23.                      | Tierce          | 1 3⁄5′ |
| 24.                      | Larigot         | 1 ⁄3′  |
| 25.                      | Sifloet         | 1′     |
| 26.                      | Hoboi           | 8′     |
| 27.                      | Vox humana      | 8′     |
|                          | Tremulant       |        |

| Pedal C–f1 |                |     |
| 28.        | Principalbass  | 16′ |
| 29.        | Subbass        | 16′ |
| 30.        | Octavbass      | 8′  |
| 31.        | Violonbass     | 8′  |
| 32.        | Superoctavbass | 4′  |
| 33.        | Bombardbass    | 16′ |
| 34.        | Trompetbass    | 8′  |

- Koppeln: II/I, I/P, II/P
- Nebenregister: Cymbelstern
- Spielhilfen: elektronische Setzeranlage, Sequenzer

In Ebern gibt es einen hauptamtlichen Dekanatskantor für das Dekanat Haßberge.

## Grabdenkmäler

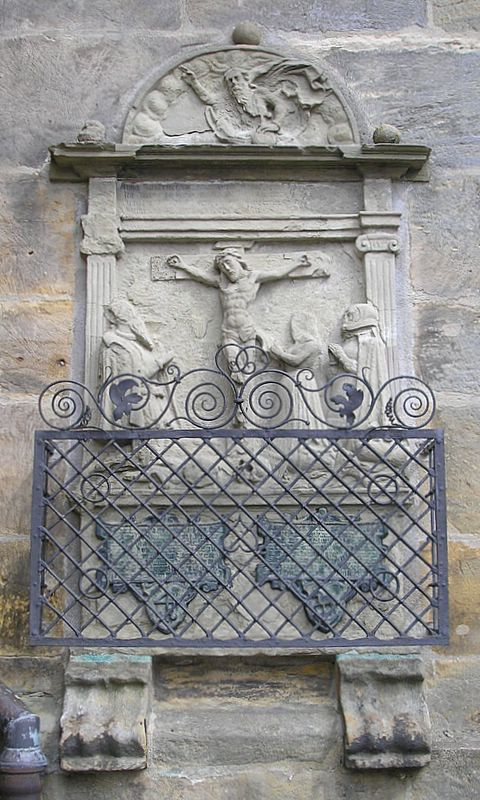
Grabstein des Ratsherren Valentin Rinderman(n) und seiner Ehefrau Anna, (geb. Be(t)z) neben dem Westturm (1567)
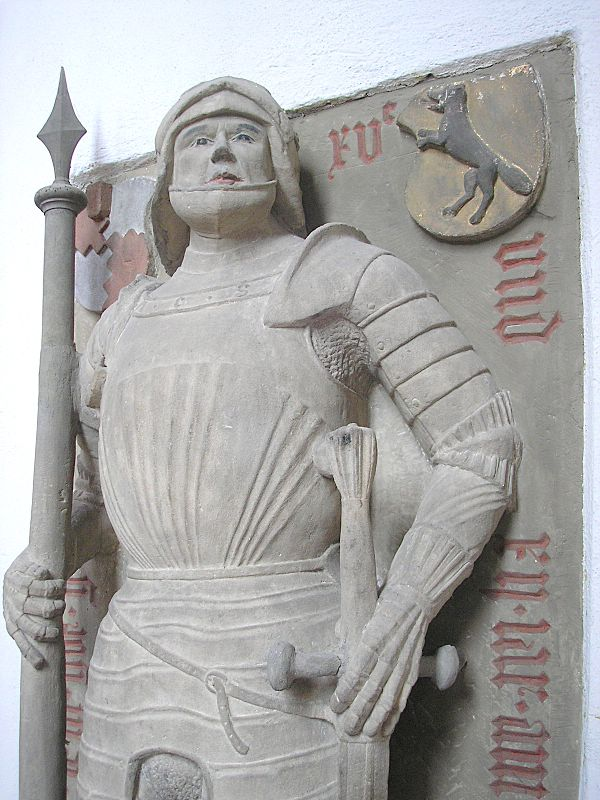
Epitaph für Reichart von Lichtenstein († 1512). Rechts oben das Wappen der Familie Fuchs
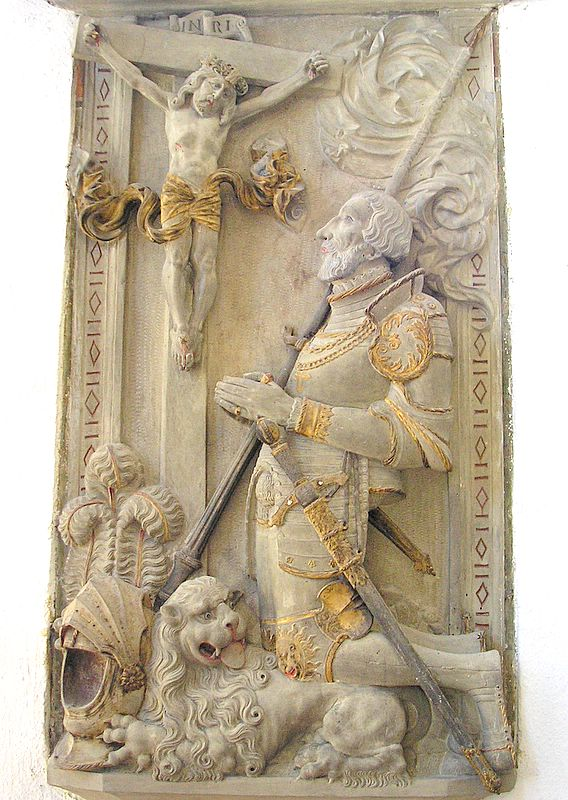
Hans von Rotenhan († 1559) kniend vor dem Kreuz
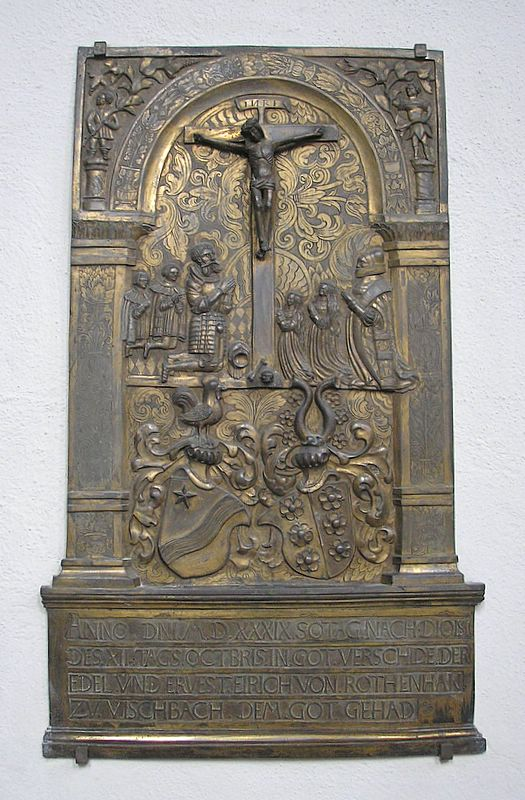
Das Bronzeepitaph des Eyrich von Rotenhan zu Fischbach mit dem Ehewappen Rotenhan-Rosenau (1539)
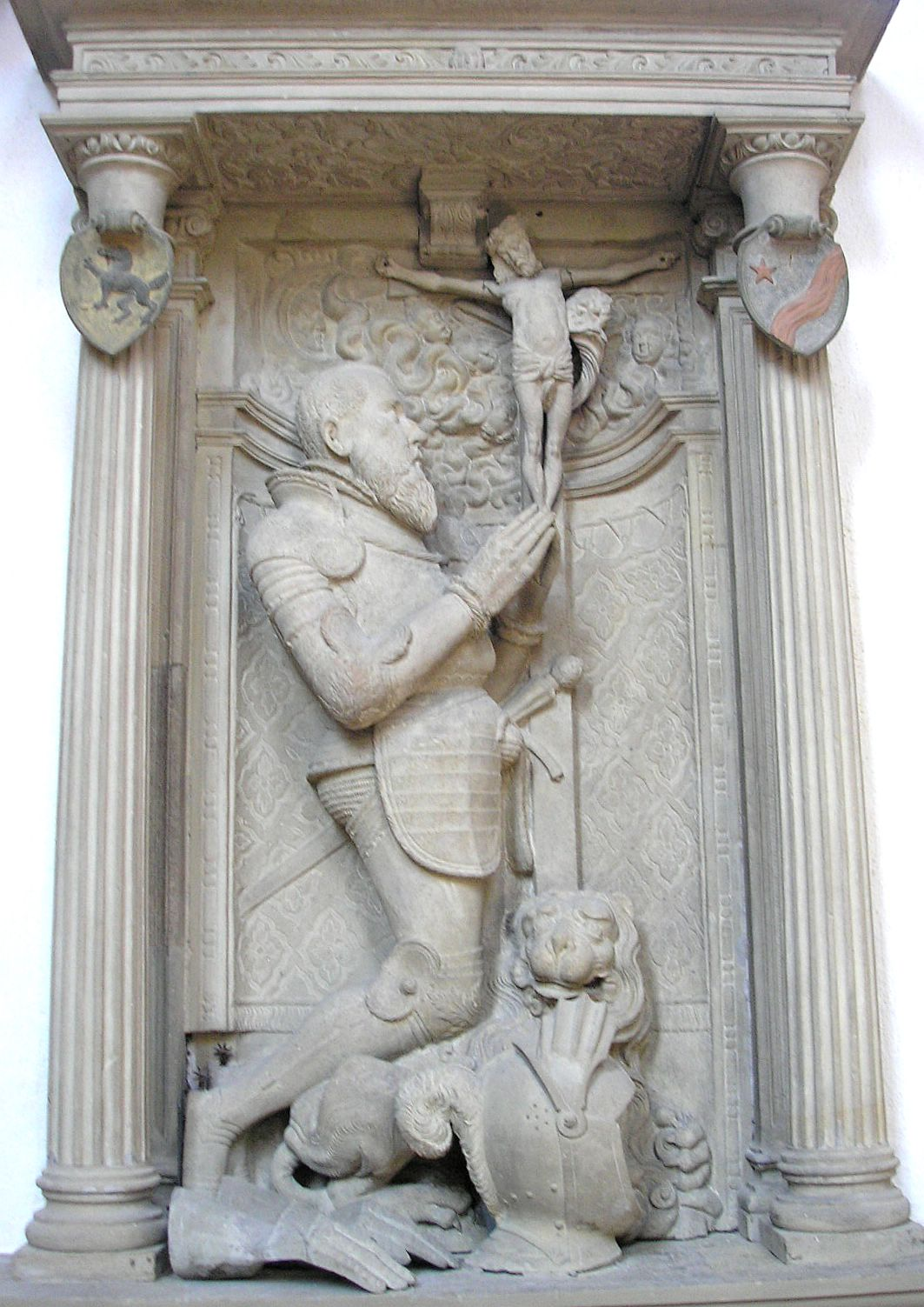
Mathes (Matthäus) von Rotenhan zu Rentweinsdorf († 1569)
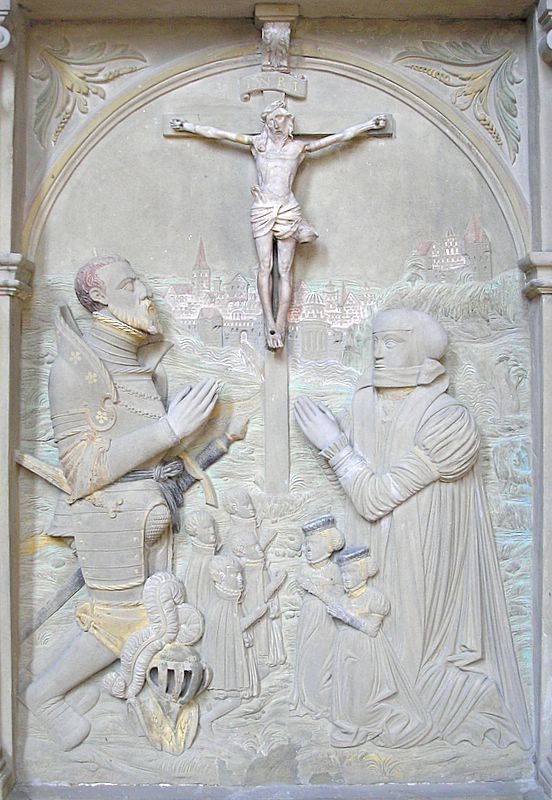
Georg IV. und Anna (geb. Rotenhan) von Rotenhan (1565)
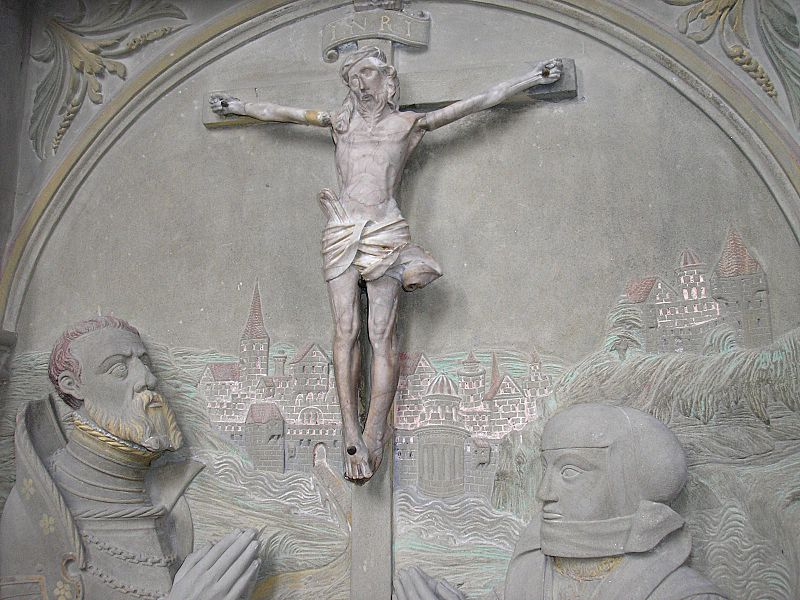
Die manchmal als früheste Stadtansicht Eberns gedeutete Darstellung im Hintergrund des Epitaphs des Georg IV. und der Anna von Rotenhan